# Россильон
Россильо́н (нем. Baron von Rossillon) — баронский род. Происходит из Франции.
Барон Василий Васильевич Россильон (Вильгельм; 9 января 1779 г. − 30 октября 1855 г.) — родился в Марбурге, воспитывался в Германии, а потом служил в кавалерии в Австрии. 28 февраля 1806 года перешёл в Русскую службу и в 1818 году был асессором в Эстляндском Губернском Правлении, в Ревеле. В 1832 году в чине коллежского советника служил там же и, несмотря на плохое знание русского языка, состоял цензором основанного в 1832 году патриотического журнала «Радуга». 18 мая 1840 года получил чин статского советника, будучи в это время уже Директором Училищ Эстляндской губернии. В этой должности прослужил до самой смерти, умер в Ревеле.
- Сын его, барон Лев Васильевич Россильон (1803 г. — 1883 г. в Дерпте), начавший службу в 1822 году юнкером в Первом Егерском полку, а в 1829 году переведённый подпоручиком лейб-гвардейцем в Семёновский полк, с 1832 года служил в Гвардейском Генеральном Штабе и с 1838 года находился на Кавказской линии (где прослужил до 1845 года). Там он познакомился с Лермонтовым, но не пользовался его расположением; поэт выражался про него: «не то немец, не то поляк, а, пожалуй, и жид». Причисленный впоследствии к Почтовому Департаменту (19 марта 1845 г.), 14 апреля 1846 года был назначен Виленским Губернским Почтмейстером и в этом звании служил ещё до 1867 года, в 1856 году получив чин действительного статского советника[3].
  - Его дочь, Елизавета (1810—1854), замужем за Ф. П. Врангелем.

## Описание герба
В золотом поле два черных дамасцированных пояса.
На щите немецкая баронская корона. Щит держат два обнаженных мужа с зелеными венками на голове и чреслах, опирающиеся на дубины.